# ماريا غايتانا أنيزي
ماريا غايتانا أنيزي (بالإيطالية: Maria Gaetana Agnesi)‏ لغويّة إيطاليّة وعالمة رياضيات وفيلسوفة، اشتهرت بتأليفها أول كتاب يناقش التفاضل والتكامل، كانت أنيزي عضواً فخريّاً بهيئة التدريس في جامعة بولونيا. وفقاً لدريك جان سترويك Dirk Jan Struik تعتبر ماريّا «أوّل وأهم عالمة ريّاضيّة منذ هيباتيا الإسكندرية (القرن الخامس الميلادي)».
كرست العقود الأربعة الأخيرة من حياتها لدراسة اللاهوت (وخاصة آباء الكنيسة) والعمل الخيري وخدمة الفقراء.وتوسع نطاق ذلك بمساعدة المرضى من خلال السماح لهم بالدخول إلى منزلها حيث بدأت في إقامة مشروع لمستشفى.

## حياتها

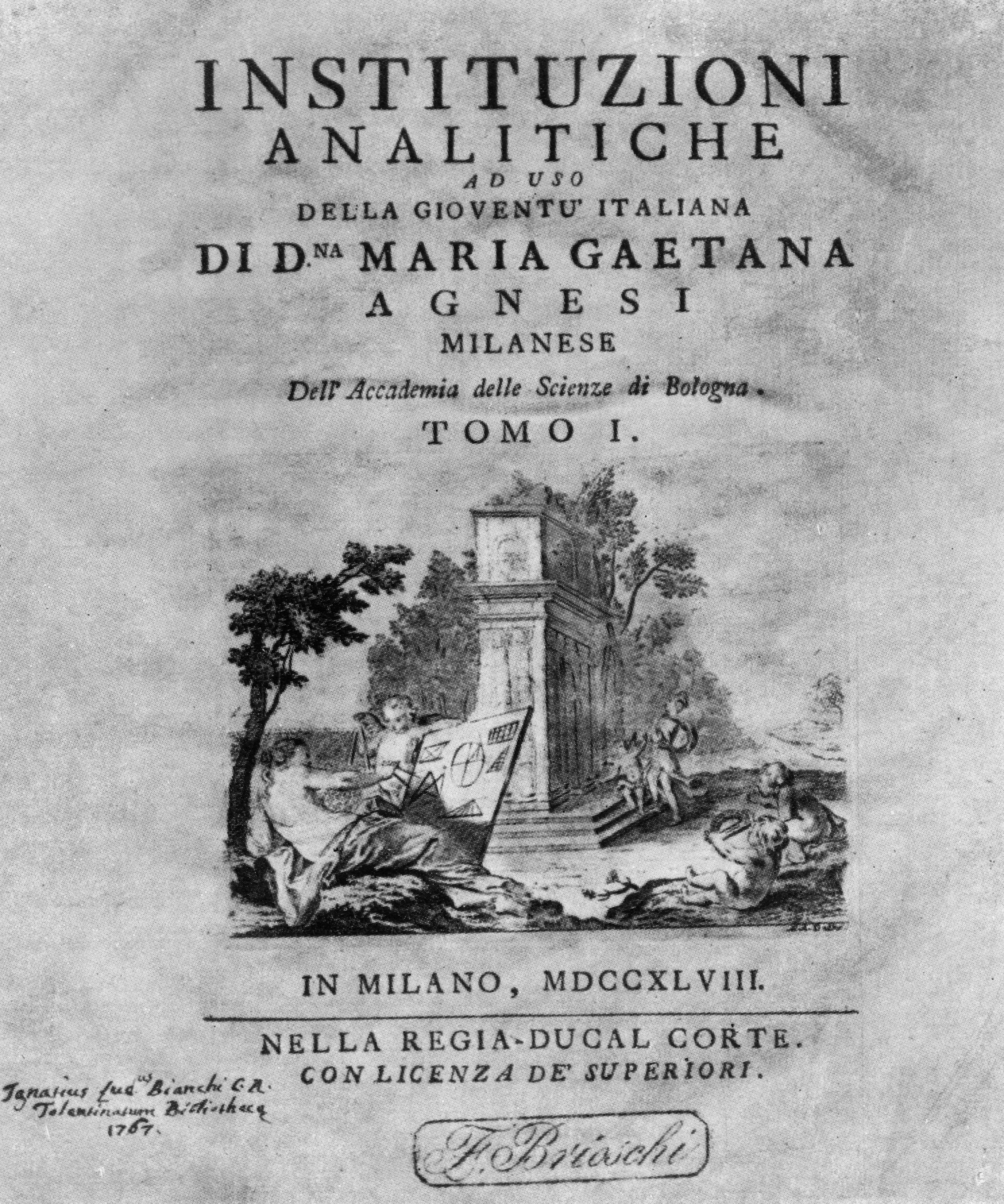
أول صفحة من كتابها Instituzioni analitiche عام (1748)

ماريا من مواليد ميلانو الإيطالية 16 مايو سنة 1718, وكانت الأولى من 21 طفلا. لقد ولدت ماريا جايتانا لعائلة تجار غنية. شجعها والدها وطور موهبتها في الرياضيات وساعدها في تحصيل الثقافة العليا. عندما بلغت من العمر 21 عاما ارادت ان تترهبن في دير، لكن والدها عارض. احترمت ماريا رغبة ابيها وكرست نفسها للعلوم والرياضيات. نشر كتابها Instituzioni analitiche قواعد التحليل في سنة 1748. وقد كرست انيزي كتابها للملكة ماريا تيريزا.

## عملها
عينت محاضرة جامعية من قبل البابا بنديكت الرابع عشر في جامعة بولونيا، لكنها لم تلق أية محاضرة هناك أبدا رغم طلب عالمة الفيزياء لاورا باسي صديقتها آنذاك مرارا. توفي والدها عندما صار لها من العمر 34 عاما.
منذ ذلك الحين تخلت عن العلوم لأجل إيمانهاوأعمال الخير. درست علوم الديانة الكاثوليكية واعتنت بالفقراء والمرضى.
عندها كانت لا تزال تعيش في منزل عائلتها، قامت باستئجار منزل حيث وفرت فيه للمتشردين المأوى.
في سنة 1771 قامت بإدارة ملجأ عجزة للمسنات وداومت على هذه المهمة لمدة 28 عاما وفي سنة وفاتها كان الملجأ يضم 450 نزيلة. كانت أختها ماريا تيريزا بينوتي إحدى الموسيقيات والملحنات المشهورات في عصرها (الغناء والقيثار). ووصفت بعكس أختها المعتزلة ذات التوجه الكنسي ماريا جايتانا بالأناقة والدنيوية.

## مؤلفاتها
1748 Versiera di Agnesi المنحنى الجبري: الذي بحثته ونسب لها وهو لا يزال يسمى على اسمها حتى اليوم في مختلف اللغات بما فيها الإيطالية والإنجليزية.
1784 Instituzioni analitiche ad uso della gioventù italiana مقدمة في التحليل: الذي صدر في ميلانو وترجم لاحقا إلى الإنجليزية والفرنسية.

## روابط خارجية
- ماريا غايتانا أنيزي على موقع الموسوعة البريطانية (الإنجليزية)
- ماريا غايتانا أنيزي على موقع إن إن دي بي (الإنجليزية)